# Batatais
Batatais est une ville brésilienne de l'État de São Paulo.

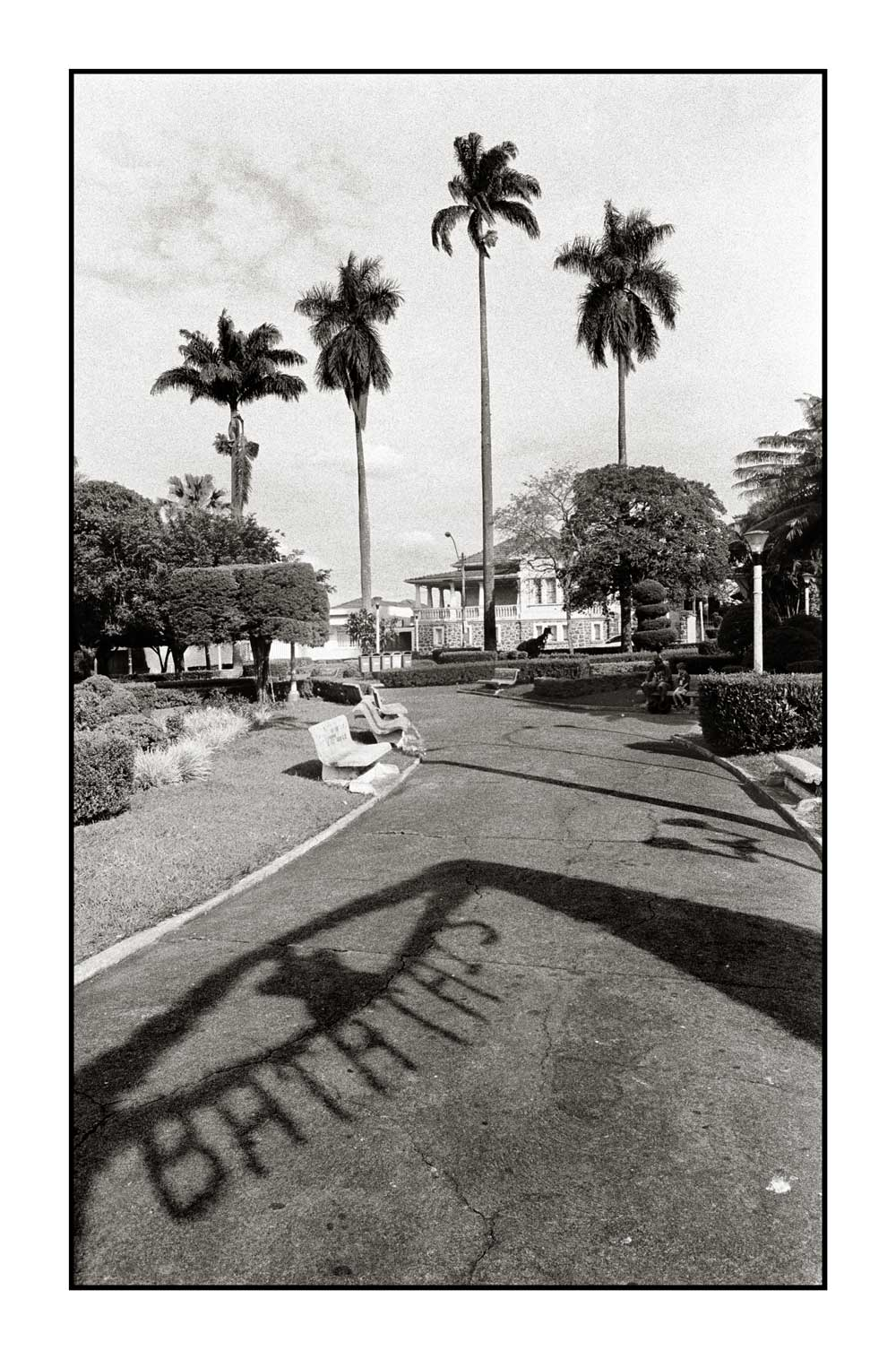

## Démographie
| Évolution de la population (municipalité) | Évolution de la population (municipalité) | Évolution de la population (municipalité) | Évolution de la population (municipalité) |
| Année                                     | Population                                |                                           | %±                                        |
| ----------------------------------------- | ----------------------------------------- | ----------------------------------------- | ----------------------------------------- |
| 1920                                      | 21 816                                    |                                           |                                           |
| 1940                                      | 20 070                                    |                                           | −8,0%                                     |
| 1950                                      | 21 677                                    |                                           | 8,0%                                      |
| 1960                                      | 26 812                                    |                                           | 23,7%                                     |
| 1970                                      | 29 262                                    |                                           | 9,1%                                      |
| 1980                                      | 37 283                                    |                                           | 27,4%                                     |
| 1991                                      | 44 106                                    |                                           | 18,3%                                     |
| 2000                                      | 51 112                                    |                                           | 15,9%                                     |
| 2010                                      | 56 476                                    |                                           | 10,5%                                     |
| 2022                                      | 58 402                                    |                                           | 3,4%                                      |
| ,                                         |                                           |                                           |                                           |